# Classe Romeo
Pour les articles homonymes, voir Romeo.

Silhouette d'un sous-marin de classe Romeo.

Le projet 633, mieux connu sous le code OTAN de classe Romeo  (ou Roméo), est une classe de sous-marin soviétique à propulsion Diesel-électrique de la fin des années 1950. Elle est basée sur l'Unterseeboot type XXI et est la suite de la classe Whiskey. Elle a cependant été rapidement rendue obsolète par l'arrivée de sous-marin à propulsion nucléaire. De plus ses moteurs Diesel bruyants la rendait facilement détectables par les systèmes acoustiques des sous-marins adverses. 20 unités seront construites pour la Marine soviétique (sur 56 planifiées) et d'autres seront livrées à des pays alliés.

## Pays utilisateurs
[Quand ?]

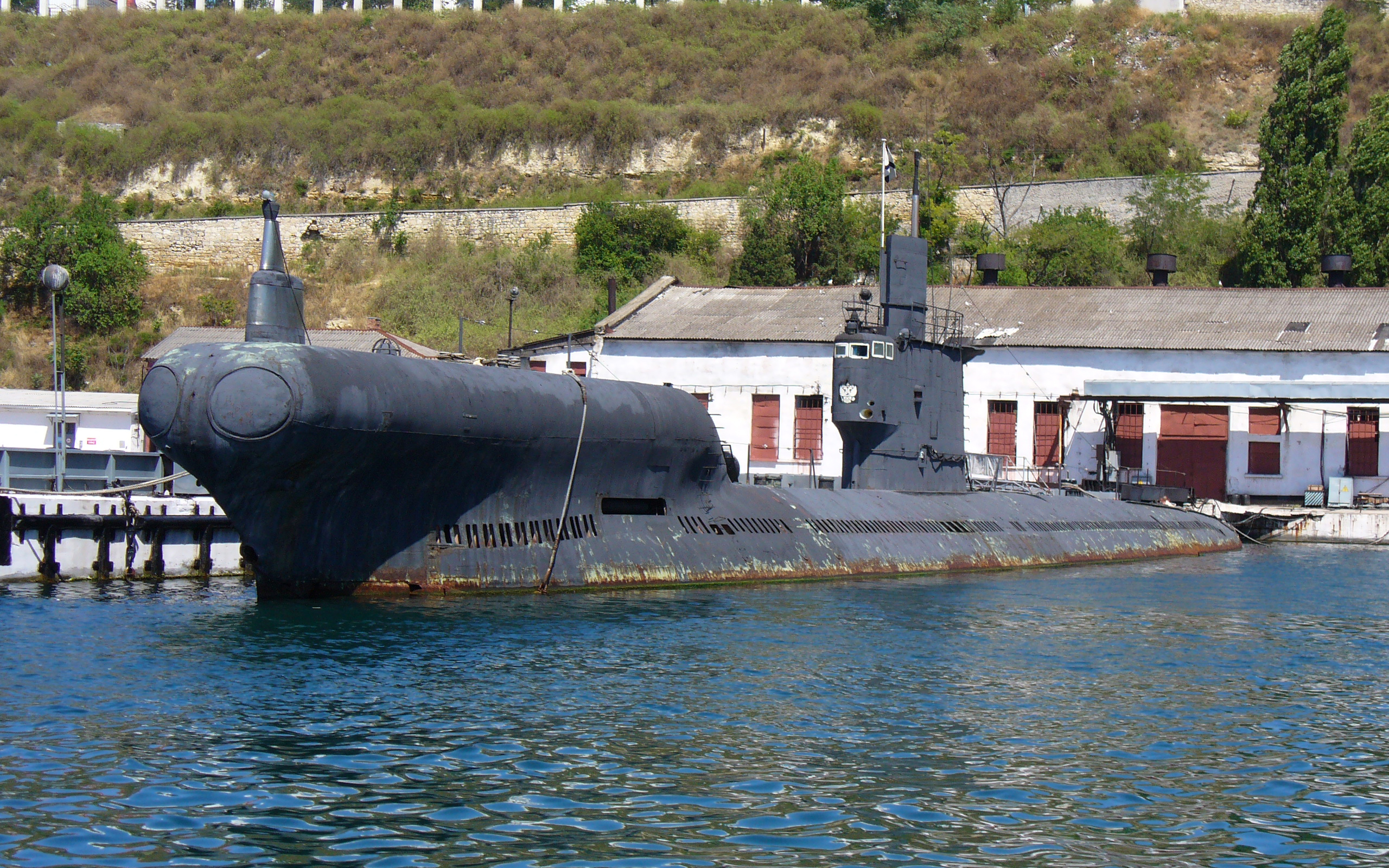
Le sous-marin russe PZS-50 de classe Romeo dans la baie de Sébastopol en 2008.

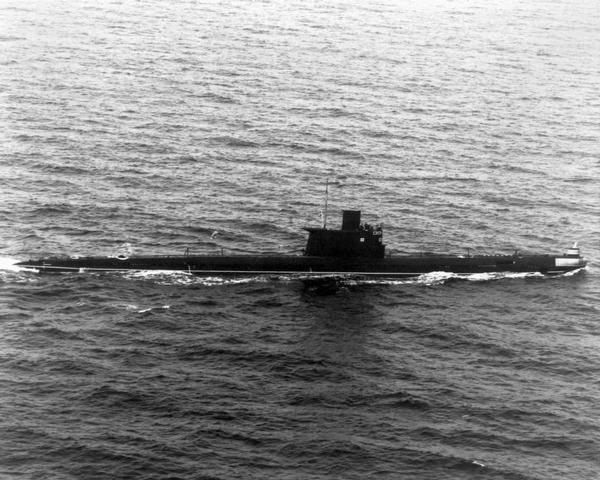
Sous-marin de la Marine soviétique de classe Romeo, 1986.

- Algérie : 2 unités (retirés du service)
- Bulgarie : 4 unités  (retirés du service)
- Chine : 84 Type 33 en service pendant la guerre froide (13 restent actuellement en service dans le cadre de missions d'entraînement).
- Corée du Nord : 22 (importés de Chine). En 2014, des photographies de Kim Jong-un inspectant un sous-marin de classe Romeo sont publiées. Il a déclaré que « le comité central du Parti attache une grande importance aux unités sous-marines » tandis que la Corée du Sud a pointé les efforts évidents de Kim Jong-un pour prouver sa force maritime[1],[2],[3].
- Égypte : 8 unités (retirés du service)
- Syrie : 3 unités livrées par l'URSS (retirés du service)

## Caractéristiques techniques
- Déplacement : 1 475 tonnes (surface), 1 830 tonnes (immersion)
- Longueur : 76,6 mètres
- Maître-bau : 6,7 mètres
- Tirant d'eau : 5,2 mètres
- Vitesse maximale : 15,2 nœuds (surface), 13 nœuds (immersion)
- Équipage : 54 hommes (10 officiers)
- Armement : 8 tubes lance-torpilles de 533 mm (21 pouces). Six situés à l'avant et deux à l'arrière. 14 torpilles anti-navires ou anti-sous-marins de 533 mm (Yu-4 ou Yu-1) ou 28 mines.

## Dérivés de la classe
La Chine a construit une variante locale, le Type 033 ou 33 nommé par l'OTAN classe Ming (base sur laquelle seront construites d'autres variantes améliorées ou mises à niveau telles que le Type 033G, Type 033G1, ES5B, Type 035...) construits entre 1962 et 1984, grâce à la documentation de la classe Romeo fournie par l'URSS (les deux pays avaient signé un traité d'amitié, d'alliance et d'assistance mutuelle en 1950) dont certains exemplaires sont toujours utilisés dans le cadre d'entraînements. Ils ont été dotés de sonars de conception française à partir de la fin des années 1970. Plusieurs exemplaires sont exportés dont deux 035G livrés à la Marine bangladaise en novembre 2016.